# Юлиус Крон
Юлиус Леополд Фредрик Крон (на фински: Julius Leopold Fredrik Krohn) е финландски фолклорист, поет, преводач и журналист.

## Биография
Роден е на 19 април 1835 година във Виборг в семейство на балтийски немци. През 1862 година завършва Хелзинкския университет, пише и превежда художествена литература и става един основните представители на националното Феноманско движение. Сред преводите му (от шведския оригинал) е и финският текст на днешния химн на Финландия. От 1875 година Крон преподава фински език в Хелзинкския университет и се налага като водещ авторитет в областта на финската фолклорна поезия.
Юлиус Крон умира на 28 август 1888 година при инцидент с яхта във Виборгския залив.